# بو مريم (ليبيا)
بو مريم قرية في شرق ليبيا. تقع على طريق بنغازي-الأبيار-المرج.
تقع إلى الغرب من الأبيار بحوالي 11 كم.